# Psychiatrie: pomoc nebo hrozba?
Psychiatrie: pomoc nebo hrozba? je výstava pořádaná Občanskou komisí za lidská práva (Citizens Commission on Human Rights), což je organizace založená Scientologickou církví. Výstava má audiovizuální charakter a prezentuje negativní pohled scientologické církve na psychiatrii, nelze ji tedy  považovat za nestranné zhodnocení problematiky.
Je součástí protestních akcí proti psychiatrii, které Občanská komise za lidská práva organizuje např. při konání psychiatrických kongresů.